# غرايم سميث
غرايم سميث (بالإنجليزية: Graeme Smith)‏ (8 يونيو 1983 بغلاسكو في المملكة المتحدة - ) هو لاعب كرة قدم بريطاني في مركز حراسة المرمى. شارك مع منتخب اسكتلندا تحت 21 سنة لكرة القدم ومنتخب اسكتلندا الثانوي لكرة القدم ‏. أما مع النوادي، فقد لعب مع برايتون أند هوف ألبيون ونادي بارتيك ثيسل ونادي بريتشين سيتي ونادي روس كاونتي ونادي رينجرز ونادي قبله ونادي ماذرويل ونادي هيبرنيان ونادي آير يونايتد.

## وصلات خارجية
- غرايم سميث على موقع قاعدة بيانات كرة القدم.إي يو (الإنجليزية)
- غرايم سميث على موقع Soccerbase.com (لاعب) (الإنجليزية)
- غرايم سميث على موقع Soccerway.com (الإنجليزية)
- غرايم سميث على موقع عالم كرة القدم.نت (الإنجليزية)